# Deborrea funebris
Deborrea funebris är en fjärilsart som beskrevs av Sir George Hamilton Kenrick 1914. Deborrea funebris ingår i släktet Deborrea och familjen säckspinnare. Inga underarter finns listade i Catalogue of Life.